# Hilaire-Armand Rouillé du Coudray
Pour les autres membres de la famille, voir Famille Rouillé du Coudray.
Hilaire-Armand Rouillé du Coudray (26 décembre 1684 à Paris- 12 juin 1772 - inhumé à Sèvres le 14) est un administrateur français, membre de la haute noblesse de robe.
Il est conseiller au Parlement le 14 août 1709, maître des requêtes le 4 mai 1716, conseiller d'État en 1744.

## Biographie
Il est le fils de Hilaire Rouillé du Coudray (1651 - 1729) qui fut directeur des finances et, de 1715 à 1718, membre influent du Conseil des finances sous la régence de Philippe d'Orléans et sous le règne de Louis XV.
Le 1er décembre 1727, il vend son château de Fortoiseau sis à Villiers-en-Bière à Philippe Néricault Destouches.

## Famille

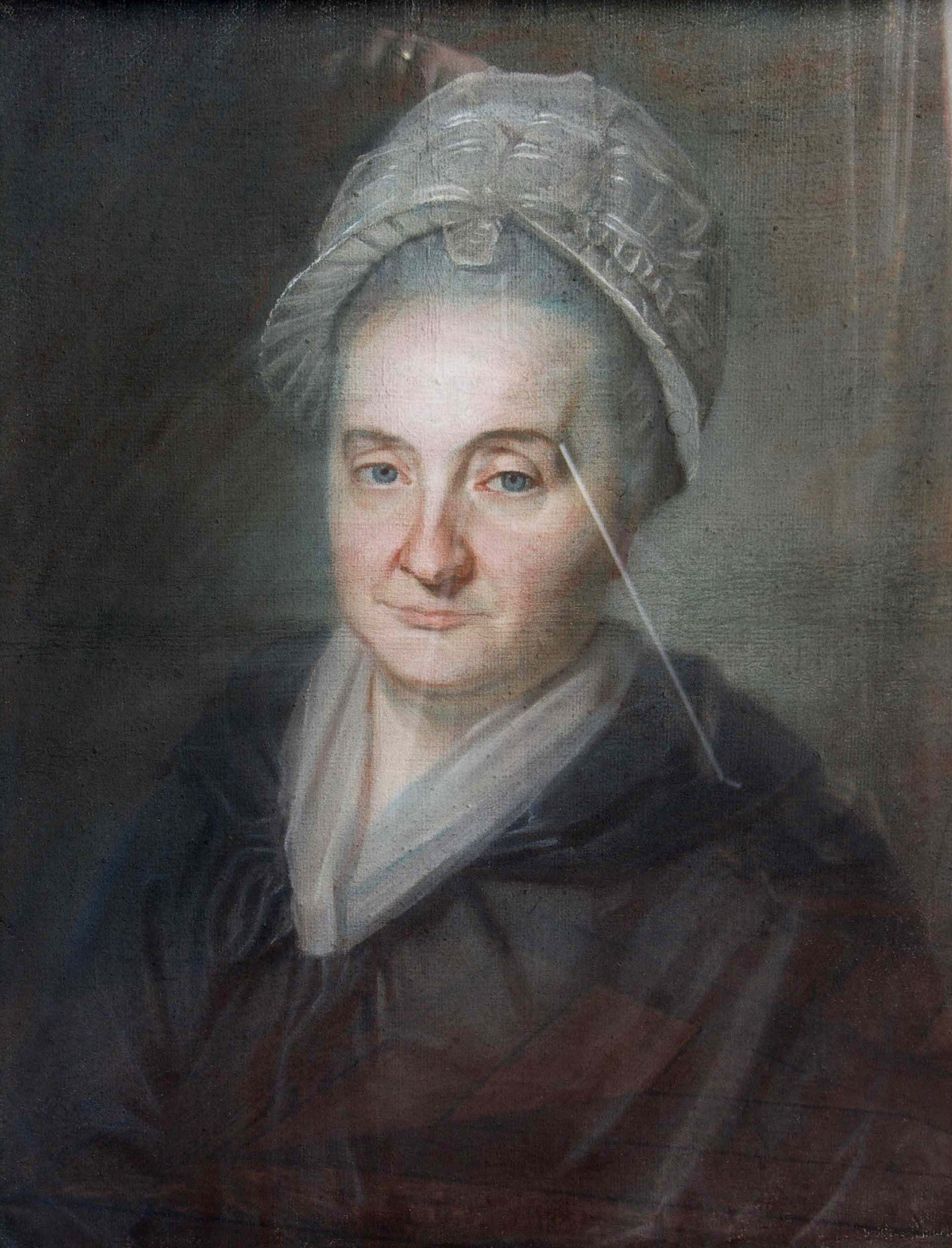
Geneviève Louise Rouillé du Coudray

Le 11 décembre 1715, il épouse (contrat de mariage le 6 décembre 1715) Marie-Louise Hélène Le Féron (1698 à Paris - 9 octobre 1776). De leur union naissent : 
1. Hilaire Rouillé du Coudray (19 novembre 1716 -  1er janvier 1805), seigneur du Coudray, Cuisy et Boissy, maréchal de camp (20 février 1761), lieutenant général des armées du Roi (1er mars 1780) 
  - il épouse le 22 août 1750  Catherine de Saint-Cristau (décédée le 17 février 1752)
  - il épouse le 2 avril 1753 (Pau, Pyrénées-Atlantiques) Marie d’Abbadie d’Ithorrotz (26 octobre 1738 à Ithorrotz – 15 juillet 1786 au Plessis-aux-Bois) ;
2. Geneviève Louise Rouillé du Coudray (1717 à Paris dans la paroisse Saint-Gervais - 5 septembre 1794 à Paris) 
  - elle épouse en 1737 Jean-Baptiste de Machault d'Arnouville (13 décembre 1701 à Paris – 12 juillet 1794) seigneur d’Arnouville, Garges et Gonesse, conseiller au Parlement (20 juin 1721), maître des requêtes (7 août 1728-1745), président au Grand Conseil (22 janvier 1738-1742), Intendant du Hainaut (1er mars 1743), Contrôleur général des finances (6 décembre 1745-28 juillet 1754), ministre d’État.